# Население Руанды

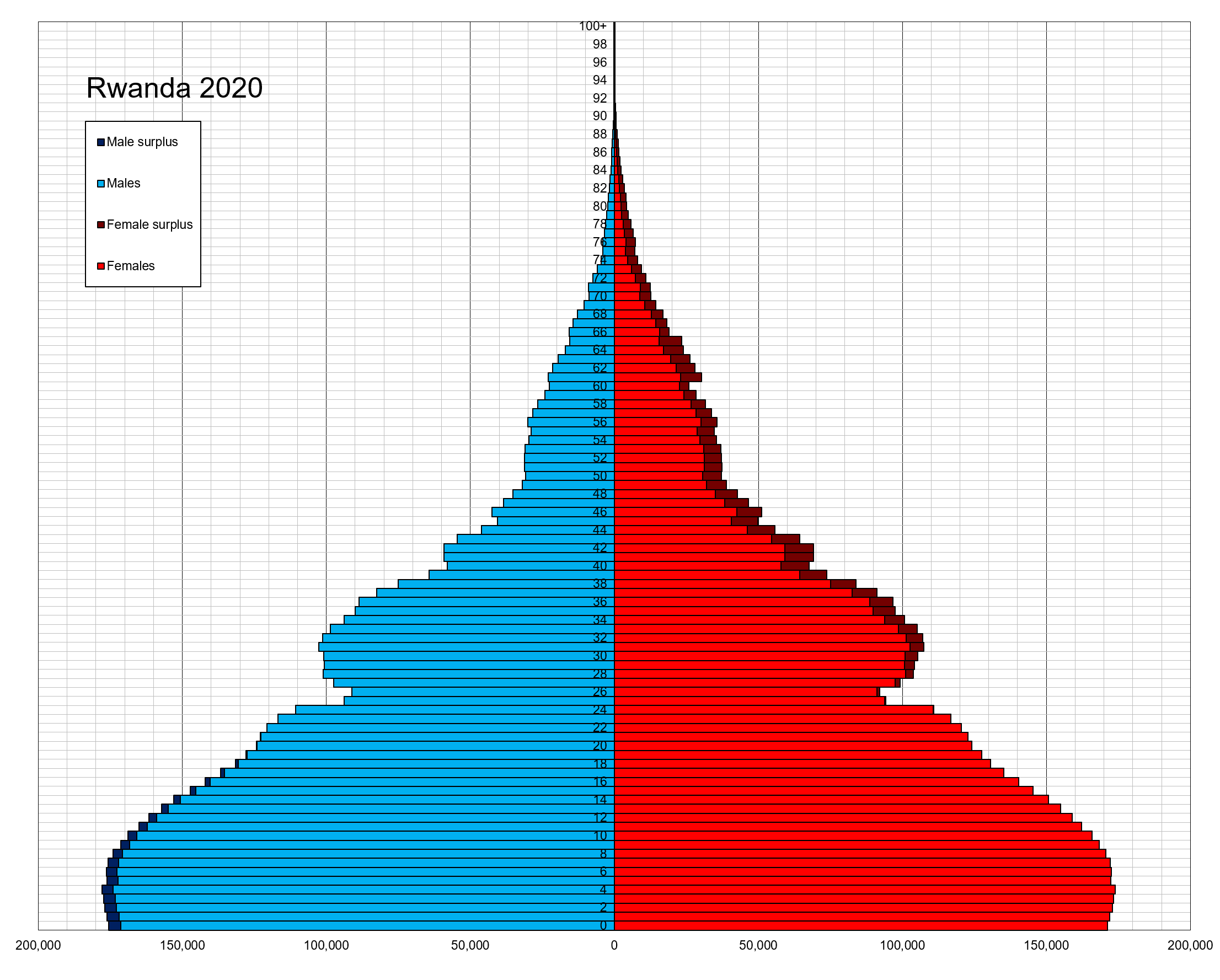
Возрастно-половая пирамида населения Руанды на 2020 год

Руанда — полиэтническое государство. Население состоит из народов руанда — 99 % (хуту — 88 %, тутси — 11 %) и пигмеев тва — 1 %.
Средняя продолжительность жизни: мужчины — 41 год, женщины — 43. Уровень рождаемости на 1000 чел. — 34,8 новорожденных. Уровень смертности: на 1000 чел. — 21 смерть.
Большинство верующих — католики (49,5 %) и протестанты (43,4 %); самыми крупными протестантскими конфессиями являются англикане, адвентисты и пятидесятники (более миллиона верующих каждая).

## Динамика численности
- 1962 год — 3 млн жителей (первая всеобщая перепись)[2]
- 1972 год — 3 млн 896 тысяч жителей (перепись)[2]
- 1978 год (август) — 4 млн 831 тысяча жителей (перепись)[2]
- 1991 год (август) — 7 млн 143 тысячи жителей (перепись)[2]
- 2002 год — 8 млн 272 тысячи жителей (перепись)[2]
- 2012 год — 10 млн 515 тысяч 973 жителя (перепись)[3]

## Этнический состав
- Хуту — 88 %
- Тутси — 11 %
- Пигмеи — 1 %

А также:
- Индийцы
- Арабы — 9300
- Французы — 2440
- Англичане — 300
- Бельгийцы — 110

## Противостояние хуту и тутси
В Руанде уже многие века происходит противостояние между этническим большинством — народом хуту, и меньшинством тутси, что привело в 1994 году к самому жестокому геноциду за последние полвека — геноциду в Руанде, в результате которого погибло по меньшей мере 600 тысяч человек представителей народа тутси.

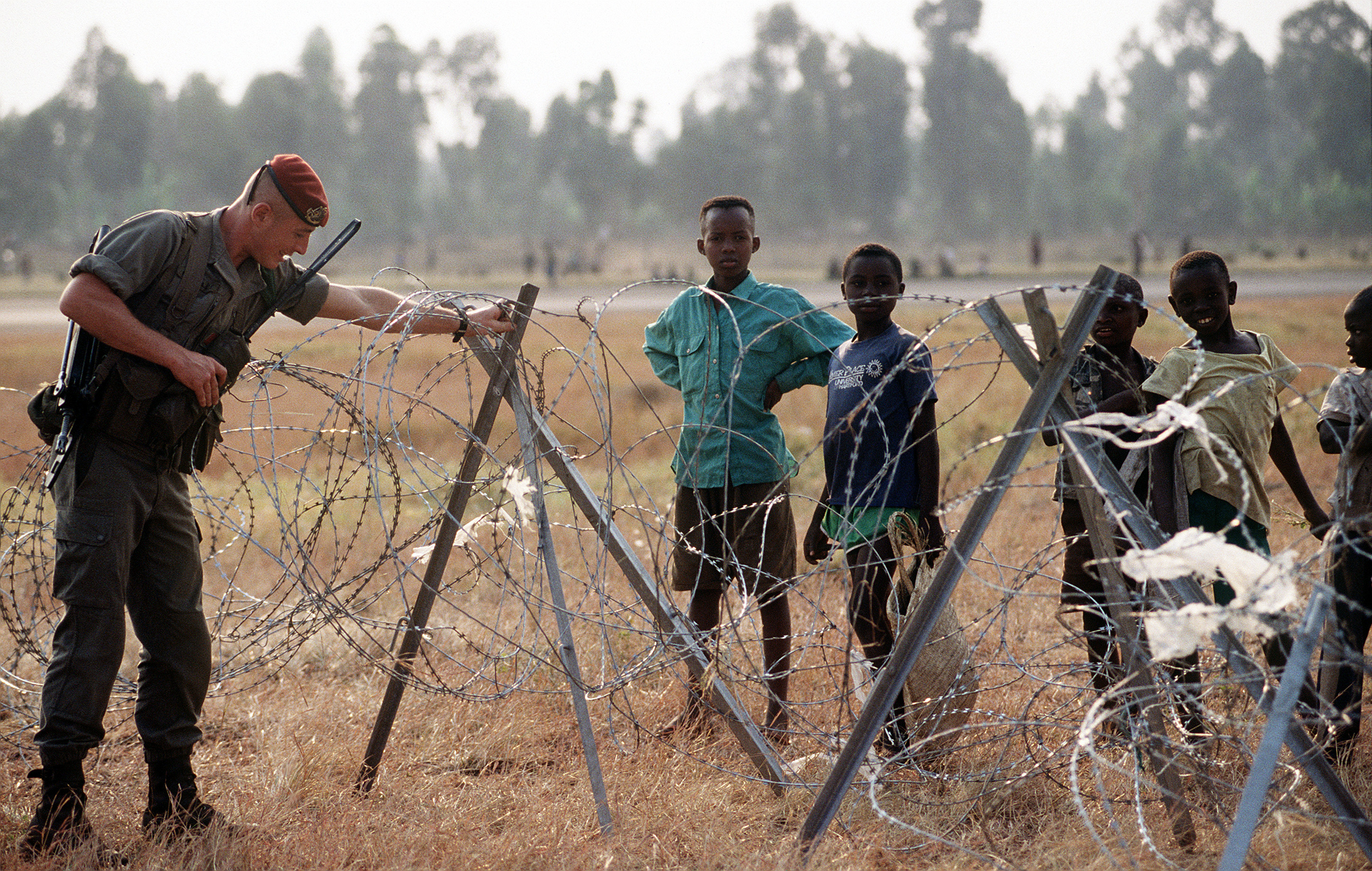
Французский солдат во время геноцида в 1994 году ставит ограду к деревне с населением тутси, чтобы обезопасить их от нападения хуту.

## История
До колониальной эпохи тутси обычно занимали более высокое положение в социальной иерархии, чем хуту. Однако существовали и возможности изменения социального статуса: хуту, который приобрёл много скота или другого имущества, мог ассимилироваться с группой тутси, а к обедневшему тутси относились как к хуту. Веками правящая верхушка состояла из тутси, в колониальные времена им было легче получить образование и, следовательно, занять место в административном аппарате. Германия и (после Первой мировой войны) Бельгия вовлекали в управление страной исключительно тутси. Это привело к тому, что постепенно в сознании хуту сложилось убеждение, что тутси — угнетатели и враги.
В конце 1950-х годов в ходе процесса деколонизации напряженность в Руанде возросла. Политическое движение хуту, которое выступало за передачу власти большинству, набирало силу, в то время как часть обладавших властью тутси противились демократизации и утрате своих привилегий. В ноябре 1959 года вспыхнуло восстание, во время которого сотни тутси были убиты и тысячи — вынуждены бежать в соседние страны. В 1962 году впервые были проведены выборы президента независимой Руанды. Поскольку хуту было в несколько раз больше, чем тутси, подавляющая часть населения страны отдала свои голоса представителю хуту. Хуту, впервые в своей истории заняв ведущее положение в стране, стали преследовать тутси.
Тутси же, стремясь вернуть себе утраченные позиции, начали организовывать нападения на отдельных представителей правительства и правительственные учреждения хуту. В период с 1962 по 1967 год было совершено десять таких нападений, каждое из которых повлекло ответное убийство большого количества тутси из числа гражданского населения, возникали все новые потоки беженцев. К концу 1980-х годов около 480 тыс. руандийцев находились на положении беженцев, в основном в Бурунди, Уганде, Заире (Конго) и Танзании.
Особенно активной община тутси была в Уганде, где как политическое и военное движение организовался Руандийский патриотический фронт (РПФ). Главной целью РПФ было объявлено реформирование системы государственного управления в Руанде, в частности раздел политической власти. Многие из присоединившихся к движению тутси служили в Армии национального сопротивления нынешнего президента Уганды Йовери Мусевени, который в 1986 году отстранил от власти предыдущее правительство. Среди членов РПФ были и хуту.

## Примирение народов Руанды
Пока все попытки примирить тутси и хуту оказываются безрезультатны. Провалился способ Нельсона Манделы, опробованный в Южной Африке. Став международным посредником на переговорах между правительством Бурунди и повстанцами, бывший президент ЮАР в 1993 году предложил схему «один человек — один голос», заявив, что мирное урегулирование семилетнего межэтнического конфликта возможно лишь при отказе меньшинства тутси от монополии на власть. Он заявил, что «армия должна состоять, по крайней мере наполовину, из другой основной народности — хуту, а голосование следует проводить по принципу один человек — один голос».
Власти Бурунди попытались пойти на этот эксперимент, однако кончился он печально. В том же 1993 году президент страны Пьер Буйоя передал власть законно избранному президенту-хуту Мельхиору Ндайде. В октябре того же года военные убили нового президента. В ответ хуту истребили 50 тысяч тутси, а армия уничтожила в отместку 50 тысяч хуту. Погиб и следующий президент страны — Киприен Нтарьямира — именно он летел в одном самолёте с президентом Руанды 4 апреля 1994 года. В результате в 1996 году Пьер Буйоя вновь стал президентом.
Сегодня власти Бурунди считают, что вновь вводить принцип «один человек — один голос» — значит продолжать войну. Поэтому нужно создать систему чередования у власти хуту и тутси, отстранив от активной роли экстремистов из той и другой этнических групп. Сейчас в Бурунди заключено очередное перемирие, сколько оно продлится, никто не знает.
Положение в Руанде выглядит более спокойным — президент Руанды, тутси по национальность Поль Кагаме называет себя президентом всех руандийцев, независимо от их национальной принадлежности. Однако жестоко преследует тех хуту, которые виновны в геноциде тутси в начале 1990-х.